# Henry Sacheverell
Pour les articles homonymes, voir Sacheverell.
Henry Sacheverell (1674 — 15 juin 1724) est un prêtre anglican Haute Église et un homme politique anglais, qui fut mis en accusation devant le Parlement à la suite de sermons anti-whigs particulièrement virulents.

## Jeunesse
Fils de Joshua Sacheverell, recteur de la cathédrale St Peter de Marlborough,
il est adopté par son parrain, Edward Hearst et son épouse. Joshua est envoyé au Magdalen College de Oxford, en 1689.  Il y étudie jusqu'en 1701, avant d'en devenir fellow de 1701 à 1713. Sacheverell obtient son Bachelor of Art en 1693, son Master of Arts en 1695 et son titre de Divinitatis Doctor en 1708.

## Carrière et sermons
Sacheverell obtient comme première paroisse le petit presbytère de Cannock dans le Staffordshire ; mais il se fait surtout connaître grâce à ses prêches en l'église St Saviour de Southwark. Ses plus fameux sermons, sur la mise en danger de l'Eglise à cause de la négligence du gouvernement Whig quant à la sauvegarde de ses intérêts, sont délivrés à Derby, le 15 août 1709, et à la cathédrale Saint-Paul de Londres, le 5 novembre de la même année. Ils sont immédiatement publiés, le dernier étant dédicacé au lord-maire et le précédent à George Sacheverell, high sheriff (chef de la police) de Derby et parent de l'auteur.
Comme les passions politique de la population britannique sont au cours de cette période partagées entre les factions rivales des Whigs et des Tories ; les propos de Sacheverell, au nom de l'Eglise, qui donnent aux Tories de nombreux arguments, font de lui leur idole. Le gouvernement Whig qui perd dès lors de plus en plus le soutien du pays, est divisé sur l'opportunité d'engager des poursuites contre Sacheverell. John Somers s'y oppose, alors que Sidney Godolphin, dont on pense qu'il ait fait personnellement allusion dans l'une de ces harangues sous le surnom de « Volpone », insiste sur la nécessité de poursuites et obtient gain de cause.

## Jugement, condamnation et récompense

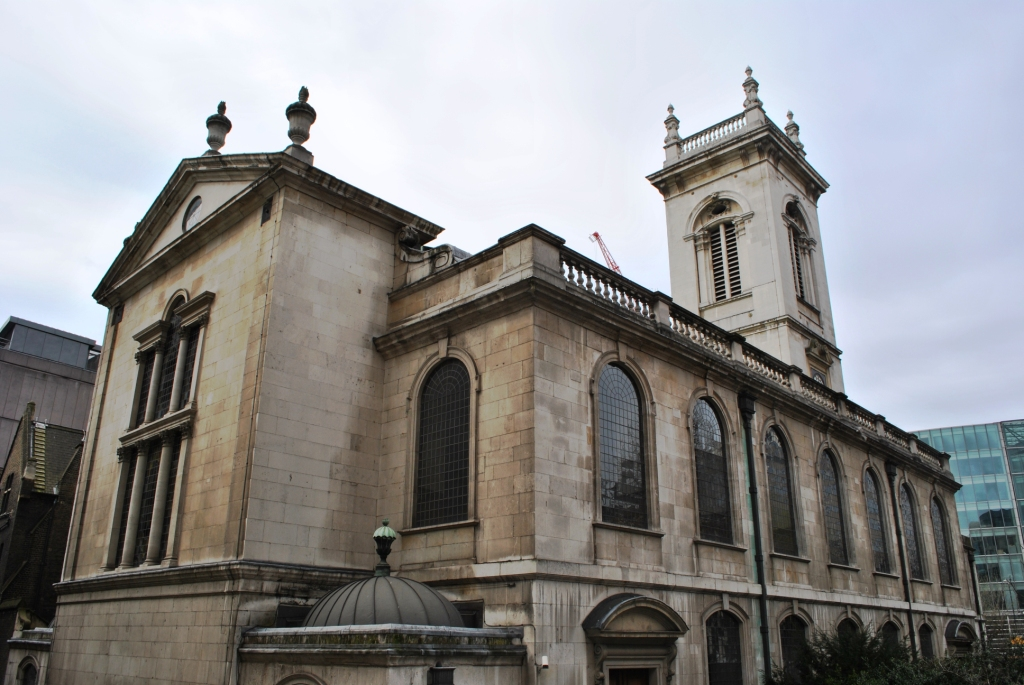
L'église Saint Andrew (Saint-André) dans la Cité de Londres où Henry Sacheverell était recteur, et où il est enterré

Le procès commence le 27 février et s'achève le 21 mars 1710 par un verdict de culpabilité qui condamne Sacheverell à une suspension de trois ans et à ce que ses sermons soient brûlés au Royal Exchange. 
Cette condamnation fait de lui un martyr aux yeux de la population (en particulier aux yeux des londoniens écrasés de taxes) et conduisent à ce que l'on nomme les Sacheverell riots (Emeutes de Sacheverell) cette même année à Londres et dans le reste du pays. 
Dans la nuit du 1er au 2 mars 1710, la foule se déchaîne et s'en prend aux lieux de culte presbytériens et dissidents, certains étant réduits en cendres, et seule l'arrivée de la garde montée évita la sac de la Banque d'Angleterre, "siège par excellence des gens de finance si haïs". La condamnation d'Henry Sacheverell fut si légère qu'elle ressembla à une victoire pour l'intéressé.
Les émeutes à leur tour amènent la chute du gouvernement un peu plus tard dans l'année et le vote du Riot Act en 1714. 
Immédiatement après l'expiration de sa peine, le 13 avril 1713, Sacheverell est fait recteur de St Andrew à Holborn (en fait dans la Cité de Londres), par le nouveau gouvernement Tory. D'autres émeutes, dites "de Sacheverell" éclatent en 1715.  Henry Sacheverell meurt à Highgate, le 15 juin 1724. Il est enterré sous l'autel de son église.